# Günther Erkel
Günther Erkel (* 9. Dezember 1924 in Wiesbaden; † 5. Dezember 1993 in Bonn) war ein deutscher Rechtswissenschaftler und Staatssekretär.

## Biografie
Während des Zweiten Weltkrieges diente er von 1942 bis 1945 als Soldat in der Wehrmacht und geriet dort in Kriegsgefangenschaft. Nach seiner Entlassung aus der Kriegsgefangenschaft begann er 1946 ein Studium der Rechtswissenschaften an der Johann Wolfgang Goethe-Universität Frankfurt am Main und absolvierte 1950 sein 1. Staatsexamen. Nach der Promotion zum Doktor der Rechtswissenschaften 1952 erfolgte 1953 die Zweite juristische Staatsprüfung.
Im Anschluss wurde er 1953 Richter im Bezirk des Oberlandesgerichtes Frankfurt am Main und trat danach 1957 in den Dienst des Hessischen Justizministeriums, in dem er zunächst Referent für Öffentliches Recht war. Nach seiner Ernennung zum Regierungsrat 1958 wurde er Referent für Zivil- sowie Zivilprozessrecht. Nach seiner Beförderung zum Oberregierungsrat 1960 wurde er Stellvertretender Leiter der Abteilung Zivilrecht.
1965 wurde er Referent für Gesetzgebung und Einzelangelegenheiten in den Rechtsgebieten Bürgerliches Recht mit Nebengesetzen sowie Wettbewerbsrecht, Urheberrecht und Patentrecht. Zugleich war er in dieser Funktion auch Stellvertretender Leiter der Abteilung Öffentliches Recht und wurde als solcher 1966 zum Ministerialrat befördert.
1967 wurde er zum Präsidenten des Landgerichts Gießen ernannt und hatte dieses Amt bis 1970 inne. 1970 wechselte er zum Bundesministerium der Justiz und war dort zunächst als Ministerialdirektor Leiter einer Abteilung.
1971 wurde Erkel, der Mitglied der SPD war, Staatssekretär im Bundesjustizministerium und hatte dieses Amt bis zum Ende der Sozialliberalen Koalition 1982 inne.
In seine Amtszeit fielen die Verhandlungen mit der DDR über ein Rechtshilfe-Abkommen 1974, aber auch der Selbstmord von RAF-Terroristen in der Justizvollzugsanstalt Stuttgart-Stammheim.
In seiner Funktion als Staatssekretär unterzeichnete er 1978 neben dem Staatssekretär im Auswärtigen Amt Günther van Well und US-Botschafter Walter J. Stoessel, Jr. unter anderem das Auslieferungsabkommen zwischen der Bundesrepublik Deutschland und den Vereinigten Staaten.

## Ehrungen
- 1975: Verdienstkreuz 1. Klasse der Bundesrepublik Deutschland
- 1978: Großes Verdienstkreuz der Bundesrepublik Deutschland[4]
- 1982: Großes Verdienstkreuz mit Stern und Schulterband der Bundesrepublik Deutschland

## Veröffentlichungen
Erkel war neben seiner beruflichen Laufbahn auch Autor mehrerer Fachbücher und Kommentare. Zu den Veröffentlichungen gehören:
- Günther Erkel: "Formularbuch Rechtsstreit und Vollstreckung", Bonn 1959
- Hans-Otto de Boor/Günther Erkel: "Zivilprozeßrecht", Wiesbaden 1961
- Hans-Otto de Boor/Günther Erkel: "Zwangsvollstreckung. Konkurs und Vergleich", Wiesbaden 1962
- Günther Erkel, Reinhard Appel, Otto Theisen, Karl Peters: "Strafrechtlicher Schutz der Informationsquellen in Presse und Rundfunk", Vortragsveranstaltung vom 6. und 7. Juni 1975, Band 19, München 1975
- Günther Erkel: ""Insolvenzrechtliche Ergebnisse der aktuellen Rechtstatsachenforschung", in: Einhundert Jahre Konkursordnung, 1977, S. 295